# 吳朝
吳朝（越南语：／，939年—965年），又称吳氏自主政權，越南歷史時期之一。在10世紀以前，現代越南北部（古稱交州）長期受中國統治。938年，交州豪族吳權擊敗南漢軍隊，並於隔年（939年）稱王建政，建立自主政權，史稱吳朝。吳朝歷經吳權、楊三哥、吳昌岌、吳昌文等君主，其間出現內部權力鬥爭及各地豪強割據等問題，後更演成「十二使君」之局，吳朝衰亡。後世肯定吳朝在越南爭取自主過程的重要性，但對於它是否可稱為越南獨立之始，則出現爭議。

## 政局發展

### 白藤江之戰及建政

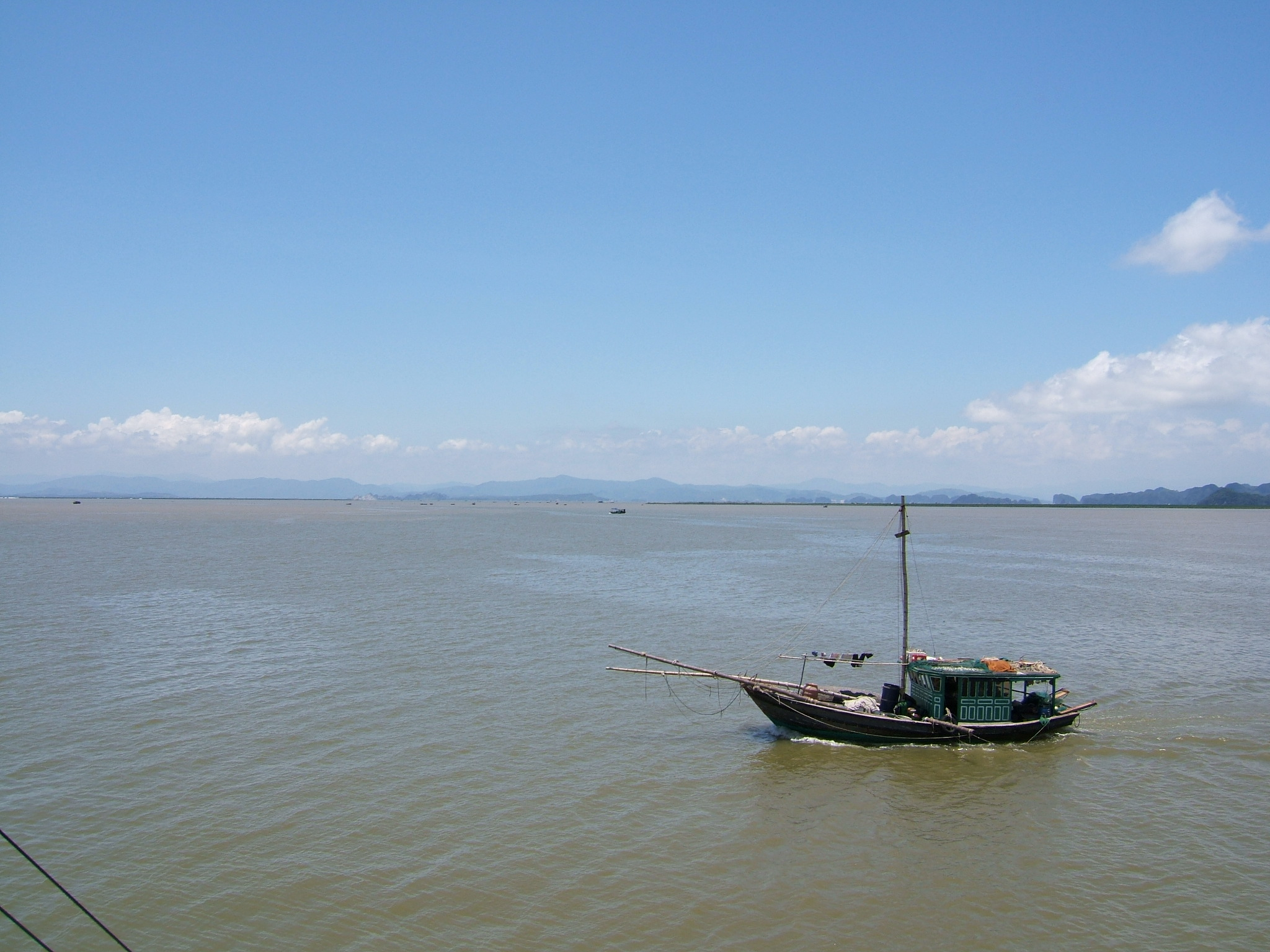
吳權擊退南漢軍隊的古戰場──白藤江

吳朝建政的時間，是在越南北属时期的末期。10世紀以前，越南北部地區（古稱交州）長期處於中國內地王朝所轄，到10世紀初，唐朝分裂瓦解，形成五代十國局面，交州豪族乘中國內地紛亂，爭取自主權力，歷經曲氏家族、楊廷藝等統治當地，交州與嶺南地區的割據勢力南漢為鄰，雙方時起衝突。
吳朝的開創者吳權，交州唐林州人士，為當地世家大族。楊廷藝統治時，吳權擔任牙將，管治愛州一地，並娶廷藝之女為妻。937年，楊廷藝被部將矯公羨所殺。不久，938年，吳權討伐矯公羨，公羨向南漢求援。南漢皇帝劉龑派皇子劉洪操（一作劉弘操）率兵救矯公羨。吳權先殺公羨，然後在白藤江海口（在今越南廣安東）部署陷阱，「先於海口多植大杙，銳其首，冒之以鐵」，亦即在木椿末端包上鐵皮，等到潮漲時派出舟師，引南漢海軍船艦到裝有大杙的位置，適值潮退，南漢艦隊「轢橛者皆覆」，於是「漢兵大敗，士卒覆溺者太半」，劉洪操亦死於此役，是為白藤江之戰。吳權擊退南漢軍後，於次年（939年）春自立為王，是為「前吳王」，定都螺城（即古螺，在今東英縣）。

### 楊三哥及吳昌岌、吳昌文時期
吳權在位六年，於945年去世。他身後的吳朝政局並非長治久安。吳權臨終時，遺命其子由楊三哥（楊廷藝之子，吳權王后楊氏的兄弟）輔助，但楊三哥卻自奪王位，號稱「平王」。吳權長子吳昌岌出逃，得茶鄉范令公協助躲藏，使楊三哥無法捉拿。吳權第二子吳昌文被三哥收為己子。950年，楊三哥派吳昌文出外討伐叛亂，吳昌文在途中倒戈，推翻平王，奪回權力。吳昌文及自立為「南晉王」，又於次年派遣人迎接其兄吳昌岌，立為「天策王」，兩人同理國事，曾一起征討華閭洞割據者丁部領。但後來吳昌岌擅威作福，令吳昌文憤而不再參與政事。洮江郡人周泰不服，吳昌文親征，將之殲滅，但從此「狃勝而驕」。965年，吳昌文在親征太平唐阮二村時陣亡。
交州雖為自主政權，但其流通的貨幣，仍以唐代開元通寶、後漢漢元通寶（948年始鑄）等為主，到后来的丁朝才独自鑄幣。

### 衰亡
從楊三哥奪位時起，地方上便出現割據勢力，及至965年吳昌文戰死以後，吳氏朝廷已無力管治全國，吳氏王子吳昌熾（吳昌岌之子）只能據守平橋（有說在今興安省或清化省）,與此同時「群雄競起，各據郡邑自守」，後世統稱這些割據者為「十二使君」。最後，華閭洞割據者丁部領擊敗各股勢力，奪得全國政權。

## 統治組織

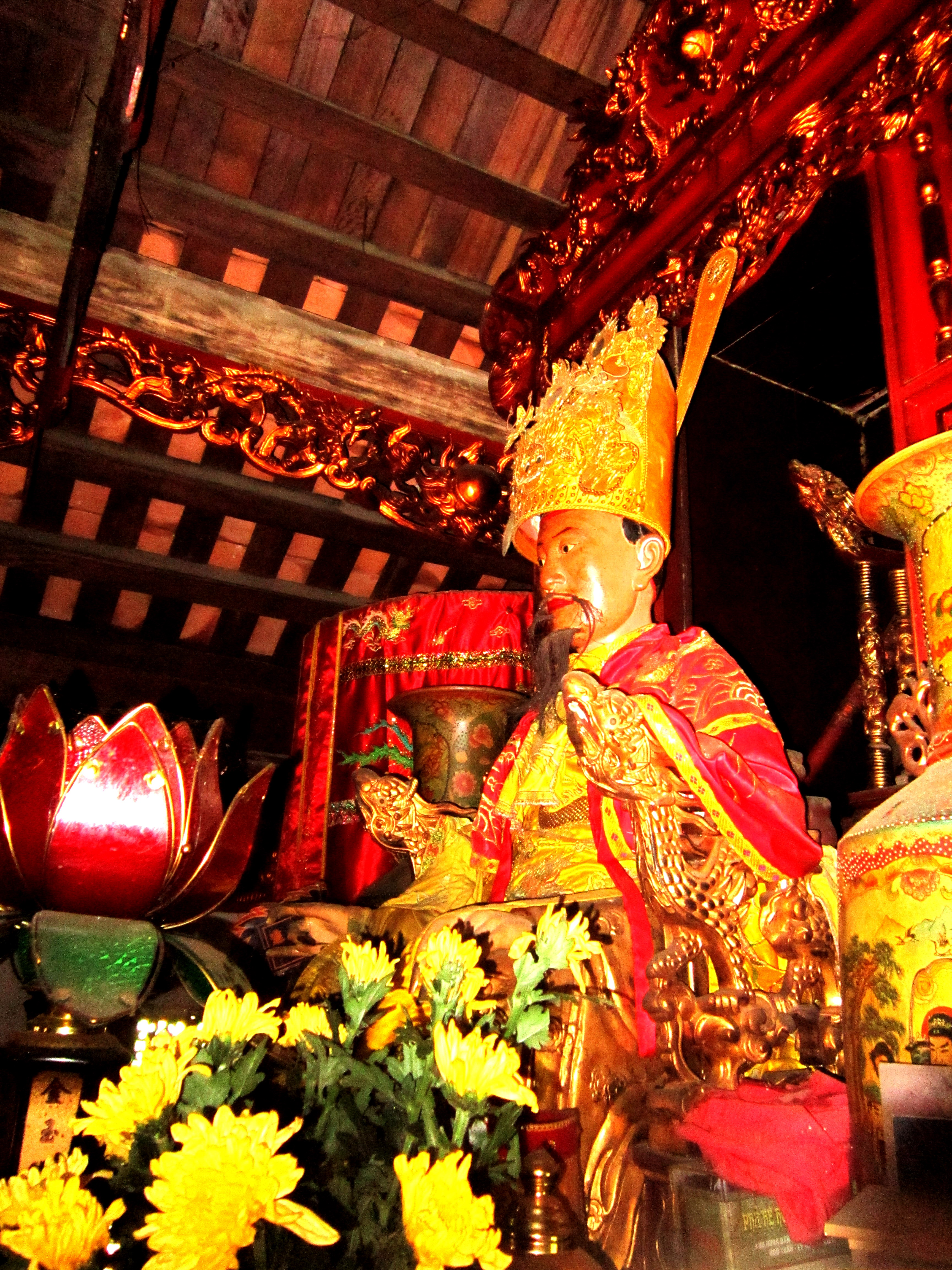
吳權像

吳朝自吳權建政後，便草創朝廷架構。據《大越史記全書》載，吳權在939年「始稱王」，冊立王后，置百官，制朝儀，定服色，這些措施在後世被視為「帝王之規模可見矣」。在地方行政方面，從銘文資料可知，當時有縣、村等行政單位，另外還有稱為「社」的宗教會社組織，社裡有社主、社副、社判官、社務、都監等位號。

## 疆域
有關吳朝領土範圍，越南古代地理著作，如阮廌《輿地志》，認為是「北夾兩廣，南至地哩，凡二千八百里；東接欽州、海門（在中國廣西），西界雲南，凡一千七百里」。現代學者陶維英則指是在「雒越人後裔的各州，即北部的中游和平原地區以及清化──乂安的中游和平原地區得以行使其權力」。

## 宗教
佛教傳入交州後，隋唐時期出現了滅喜派禪宗及無言通禪派等教派，到10世紀的吳朝仍得到流傳，並在日後的丁、黎、李各朝受到重視。 至於起源於中國的宗教，在吳朝亦得以流傳。據河內慈廉的鐘銘資料，吳朝時期有玄、儒二門信眾結合，崇信道教的「太始三尊」（即元始天尊、靈寶天尊、道德天尊），一同興造道教設施。道教信徒中還設宗教職位，有高級醮祭人員「高功」一職。

## 與南漢關係
吳朝與南漢接鄰。南漢在白藤江之戰被吳權所敗後，「遂棄不復攻」，不再爭奪交州；但南漢對交州仍有影響力。在慈廉縣日早村出土的吳朝銅鐘「日早古鐘」（948年刻），銘文上使用南漢年號「和六年」，現代學者據此認為該古鐘所屬的社，與南漢有一定的關係。法國漢學家蘇爾夢指出南漢鑄造工藝精湛，「日早古鐘」便可能鑄造於南漢，或是南漢工匠到交州鑄造，反映了雙方有著文化交流。
在楊三哥奪權事件後，吳氏家族為求自保，乃向南漢稱臣求封，於是在954年，吳昌文（一作吳昌濬）遣使到南漢，稱臣入貢及要求冊封這次求封的結果，各種史籍有不同記載，一說南漢答應吳朝要求，並派員出發冊封，但途中吳朝又以「海賊為亂，道路不通」為由，中斷行程；另一說是南漢封吳昌文為「靜海軍節度使兼都護」。

## 吳朝的歷史意義
在越南，後世視吳朝為越南脫離中國自立的重要時期。封建時代史官黎文休說吳權稱王是「我越之正統，庶幾乎復續矣」，法屬時代越南人士有「我越南復國自主之第一君曰吳王權」、「吳王乘釁起兵，越乃為五嶺以南之獨立國」等論調。到現代，越南學術機關越南社會科學委員會說它是「堂堂正正的獨立王國」。
但吳朝的獨立國家地位亦受到質疑。中國學者郭振鐸、張笑梅指出，吳朝在吳權時就未曾統一越南，各地均有豪族掌權，吳昌岌、吳昌文時仍有地方割據，吳氏朝廷還需向中國南漢稱臣求封以自保，而且吳氏君主並未正式稱帝改元，所以難以被視為越南獨立國家之始。

## 歷任君主
| 稱號                          | 姓名   | 在世         | 在位時間     |
| ----------------------------- | ------ | ------------ | ------------ |
| 前吳王                        | 吳權   | 898年－944年 | 939年－944年 |
| 楊平王                        | 楊三哥 | ？年－980年  | 945年－950年 |
| 天策王 （與南晉王吳昌文並立） | 吳昌岌 | ？年－954年  | 950年－954年 |
| 南晉王 （與天策王吳昌岌並立） | 吳昌文 | 934年－965年 | 951年－965年 |

## 引用來源
1. ↑  陳重金（即陳仲金）《越南通史》（即《越南史略》），北京商務印書館，57頁；郭振鐸、張笑梅《越南通史》，中國人民大學出版社，664頁；《東南亞歷史詞典》，上海辭書出版社，509頁。
2. ↑  郭振鐸、張笑梅《越南通史》，中國人民大學出版社，664頁。
3. ↑  呂士朋《北屬時期的越南》，香港中文大學新亞研究所，140─142頁。
4. 1 2 3 4  吳士連等《大越史記全書·外紀全書·吳紀》，東京大學東洋文化硏究所，172頁。
5. 1 2  陶維英《越南歷代疆域》，北京商務印書館，143頁。
6. ↑  歐陽修《新五代史·南漢世家·劉龑》，北京中華書局，813頁；司馬光《資治通鑑·後晉紀》，北京中華書局，9192─9193頁。
7. ↑  吳士連等《大越史記全書·外紀全書·吳紀》，東京大學東洋文化硏究所，172頁；呂士朋《北屬時期的越南》，香港中文大學新亞研究所，142頁；郭振鐸、張笑梅《越南通史》，中國人民大學出版社，240頁。
8. ↑  《越史略》卷上（收錄於《四庫全書‧史部》第466冊），上海古籍出版社，571頁；吳士連等《大越史記全書·外紀全書·吳紀·楊三哥》，東京大學東洋文化研究所，172-173頁。
9. ↑  《越史略》卷上（收錄於《四庫全書‧史部》第466冊），上海古籍出版社，571頁；吳士連等《大越史記全書·外紀全書·吳紀·後吳王》，東京大學東洋文化研究所，172-173頁。
10. ↑  潘清簡等《欽定越史通鑑綱目》前編卷之五，第二十六頁。
11. ↑  《越史略》卷上（收錄於《四庫全書‧史部》第466冊），上海古籍出版社，571頁；吳士連等《大越史記全書·外紀全書·吳紀·後吳王》，東京大學東洋文化研究所，175頁。
12. ↑  《越南歷史貨幣》，中國金融出版社，14及16頁。
13. ↑  《越史略》卷上（收錄於《四庫全書‧史部》第466冊），上海古籍出版社，571─572頁；吳士連等《大越史記全書·外紀全書·吳紀·後吳王、吳使君》，東京大學東洋文化研究所，175─176頁；陳重金（即陳仲金）《越南通史》（即《越南史略》），北京商務印書館，58─59頁。
14. ↑  《日早古鐘銘》（948年刻成），收錄於潘文閣、蘇爾夢主編《越南漢喃銘文匯編·第一集北屬時期至李朝》，遠東學院、漢喃研究院，47頁。
15. ↑  阮廌《輿地志》，收錄於《皇黎抑齋相公遺集》，6頁。
16. ↑  杜繼文《佛教史》，江蘇人民出版社，300─301頁。
17. ↑  《日早古鐘銘》（948年刻成），收錄於潘文閣、蘇爾夢主編《越南漢喃銘文匯編·第一集北屬時期至李朝》，遠東學院、漢喃研究院，47─48頁。
18. ↑  歐陽修《新五代史·南漢世家·劉晟》，北京中華書局，816頁。
19. ↑  《日早古鐘銘》（948年刻成），收錄於潘文閣、蘇爾夢主編《越南漢喃銘文匯編·第一集北屬時期至李朝》，遠東學院、漢喃研究院，45─48頁.
20. ↑  香港中文大學第二屆海外華人研究與文獻收藏機構國際合作會議──蘇爾夢著，鄭力人譯《從梵鐘銘文看中國與東南亞的貿易往來》[永久]
21. ↑  郭振鐸、張笑梅《越南通史》，中國人民大學出版社，243頁。
22. ↑  《越史略》卷上（收錄於《四庫全書‧史部》第466冊），上海古籍出版社，571頁；吳士連等《大越史記全書·外紀全書·吳紀·後吳王》，東京大學東洋文化研究所，174頁；歐陽修《新五代史·南漢世家·劉晟》，北京中華書局，816頁；黎崱《安南志略》，北京中華書局，280─281頁；潘清簡等《欽定越史通鑑綱目》前編卷之五，第二十五至二十六頁。
23. ↑  歐陽修《新五代史·南漢世家·劉晟》，北京中華書局，816頁；黎崱《安南志略》，北京中華書局，280─281頁；潘清簡等《欽定越史通鑑綱目》前編卷之五，第二十五頁。
24. ↑  司馬光《資治通鑑·後周紀》，北京中華書局，9501頁；吳士連等《大越史記全書·外紀全書·吳紀》，東京大學東洋文化硏究所，174頁。
25. ↑  黃高啟《越史要：越南史要》，第四十一葉。
26. ↑  吳甲豆《中學越史撮要》夏集，第二至第三葉。
27. ↑  越南社會科學委員會《越南歷史》，北京人民出版社，第151-152頁。
28. ↑  郭振鐸、張笑梅《越南通史》，中國人民大學出版社，242-244頁。